# Cashel Blue
Cashel Blue est un fromage à pâte persillée produit à partir de lait de vache frisonne dans la région de Cashel en Irlande. C'est un des rares bleus d'Irlande.
Ce fromage créé en 2002, est fabriqué par une seule et unique ferme par son créateur Mr Grubb.
. 
Il est vendu en Irlande, au Royaume-Uni, au Canada, en France ,  et aux États-Unis.

## Composition
- Taux d'humidité 32 %
- Matière grasse 62 %
- Matière grasse dans le produit sec 1%
- Sel 2,5 %